# Членистоногие
Членистоно́гие или артропо́ды (лат. Arthropoda, от др.-греч. ἄρθρον — «сустав» и πούς, род. п. ποδός — «нога»), — тип первичноротых животных, включающий насекомых, ракообразных, паукообразных, мечехвостов и многоножек. По количеству видов и распространённости может считаться самой процветающей группой живых организмов.

## Распространение и образ жизни
Согласно одной из принятых оценок, на сегодня описано более миллиона видов членистоногих (основная часть — насекомые), что составляет более 80 % всех описанных видов животных. Общее количество ныне живущих видов членистоногих может достигать 10 миллионов. Некоторые авторы идут ещё дальше, предполагая, что только количество видов жуков (отряд Coleoptera) должно достигать 8,8 миллиона, а общее число видов членистоногих — свыше 30 миллионов. Членистоногие являются наряду с хордовыми одним из двух доминирующих типов животных, освоивших наземный образ жизни. Они встречаются в море и пресных водах, а также на суше, живут в пещерах, поднимаются в горы до линии снегов и, освоив полёт, достигают скоростей почти в 100 км в час и высоты подъёма более километра. Среди них преобладают свободноживущие формы, но они могут демонстрировать изощрённые формы паразитизма. Как правило, это одиночные животные, но у некоторых насекомых обнаруживается чрезвычайно высокий уровень социальности.

## Основные особенности строения и образа жизни
Тело членистоногих сегментировано и разделено на тагмы. Полностью покрыто хитинсодержащей кутикулой, в которой выделяются более плотные участки: склериты и гибкие мембраны. Растут только во время линек. У ракообразных скелет пропитан карбонатом кальция (CaCO3). По крайней мере некоторые конечности членистые, они выполняют функции передвижения, дыхания, защиты, захвата и пр. Пищеварительная система дифференцирована. В желудке существуют хитиновые образования, служащие для перетирания твёрдой пищи. Ротовой аппарат образован видоизменёнными конечностями. Дыхание жаберное (у ракообразных), лёгочное или трахейное (у паукообразных и насекомых). Кровеносная система незамкнута. Сосуды открываются в полость тела, в них циркулирует гемолимфа. Нервная система состоит из головного мозга (передний, средний, задний мозг) и брюшной нервной цепочки. Многие членистоногие имеют хорошо развитые органы чувств. Органы выделения представлены метанефридиями и мальпигиевыми сосудами. В основном раздельнополы. Случаи гермафродитизма редки. Развитие протекает с полным или неполным превращением. При неполном метаморфозе у насекомых нет стадии куколки.
Роль членистоногих в природе очень значительна. Они населяют практически все среды обитания и влияют на них. Членистоногие служат пищей другим животным, участвуют в почвообразовании и круговороте органики в природе, опыляют растения, переносят инфекционные заболевания и наносят вред сельскохозяйственным культурам.
Некоторые представители (пчела, тутовый шелкопряд) являются своеобразными домашними животными.

## Эволюция
|  | Аномалокаридоподобные, в т.ч. тихоходки и вымершие клады, как Kerygmachela и Opabinia                    |
|  | |
|  | \| \| Anomalocaris \| \| \| \| \| \| членистоногие, как живые, так и вымершие, как трилобиты \| \| \| \| |
|  | |
|  | Anomalocaris                                                                                             |
|  | |
|  | членистоногие, как живые, так и вымершие, как трилобиты                                                  |
|  | |

|  | Anomalocaris                                            |
|  |                                                         |
|  | членистоногие, как живые, так и вымершие, как трилобиты |
|  |                                                         |

|  | Аномалокаридоподобные, в т.ч. тихоходки и вымершие клады, как Kerygmachela и Opabinia                    |
|  | |
|  | \| \| Anomalocaris \| \| \| \| \| \| членистоногие, как живые, так и вымершие, как трилобиты \| \| \| \| |
|  | |
|  | Anomalocaris                                                                                             |
|  | |
|  | членистоногие, как живые, так и вымершие, как трилобиты                                                  |
|  | |

|  | Anomalocaris                                            |
|  |                                                         |
|  | членистоногие, как живые, так и вымершие, как трилобиты |
|  |                                                         |

|  | Аномалокаридоподобные, в т.ч. тихоходки и вымершие клады, как Kerygmachela и Opabinia                    |
|  | |
|  | \| \| Anomalocaris \| \| \| \| \| \| членистоногие, как живые, так и вымершие, как трилобиты \| \| \| \| |
|  | |
|  | Anomalocaris                                                                                             |
|  | |
|  | членистоногие, как живые, так и вымершие, как трилобиты                                                  |
|  | |

|  | Anomalocaris                                            |
|  |                                                         |
|  | членистоногие, как живые, так и вымершие, как трилобиты |
|  |                                                         |

|  | Аномалокаридоподобные, в т.ч. тихоходки и вымершие клады, как Kerygmachela и Opabinia                    |
|  | |
|  | \| \| Anomalocaris \| \| \| \| \| \| членистоногие, как живые, так и вымершие, как трилобиты \| \| \| \| |
|  | |
|  | Anomalocaris                                                                                             |
|  | |
|  | членистоногие, как живые, так и вымершие, как трилобиты                                                  |
|  | |

|  | Anomalocaris                                            |
|  |                                                         |
|  | членистоногие, как живые, так и вымершие, как трилобиты |
|  |                                                         |

|  | Аномалокаридоподобные, в т.ч. тихоходки и вымершие клады, как Kerygmachela и Opabinia                    |
|  | |
|  | \| \| Anomalocaris \| \| \| \| \| \| членистоногие, как живые, так и вымершие, как трилобиты \| \| \| \| |
|  | |
|  | Anomalocaris                                                                                             |
|  | |
|  | членистоногие, как живые, так и вымершие, как трилобиты                                                  |
|  | |

|  | Anomalocaris                                            |
|  |                                                         |
|  | членистоногие, как живые, так и вымершие, как трилобиты |
|  |                                                         |

|  | Аномалокаридоподобные, в т.ч. тихоходки и вымершие клады, как Kerygmachela и Opabinia                    |
|  | |
|  | \| \| Anomalocaris \| \| \| \| \| \| членистоногие, как живые, так и вымершие, как трилобиты \| \| \| \| |
|  | |
|  | Anomalocaris                                                                                             |
|  | |
|  | членистоногие, как живые, так и вымершие, как трилобиты                                                  |
|  | |

|  | Anomalocaris                                            |
|  |                                                         |
|  | членистоногие, как живые, так и вымершие, как трилобиты |
|  |                                                         |

|  | Аномалокаридоподобные, в т.ч. тихоходки и вымершие клады, как Kerygmachela и Opabinia                    |
|  | |
|  | \| \| Anomalocaris \| \| \| \| \| \| членистоногие, как живые, так и вымершие, как трилобиты \| \| \| \| |
|  | |
|  | Anomalocaris                                                                                             |
|  | |
|  | членистоногие, как живые, так и вымершие, как трилобиты                                                  |
|  | |

|  | Anomalocaris                                            |
|  |                                                         |
|  | членистоногие, как живые, так и вымершие, как трилобиты |
|  |                                                         |

|  | Аномалокаридоподобные, в т.ч. тихоходки и вымершие клады, как Kerygmachela и Opabinia                    |
|  | |
|  | \| \| Anomalocaris \| \| \| \| \| \| членистоногие, как живые, так и вымершие, как трилобиты \| \| \| \| |
|  | |
|  | Anomalocaris                                                                                             |
|  | |
|  | членистоногие, как живые, так и вымершие, как трилобиты                                                  |
|  | |

|  | Anomalocaris                                            |
|  |                                                         |
|  | членистоногие, как живые, так и вымершие, как трилобиты |
|  |                                                         |

### Последний общий предок
Последний общий предок членистоногих реконструируется как сегментированный организм, каждый сегмент которого покрыт собственным склеритом и несёт пару конечностей. Вопрос о типе этих конечностей остаётся открытым. Это прачленистоногое имело на брюшной стороне рот, а на передней части спинной — глаза. Антенны были расположены перед ртом. Питалось оно, вероятно, пропуская через себя донные осадки.

### Окаменелости

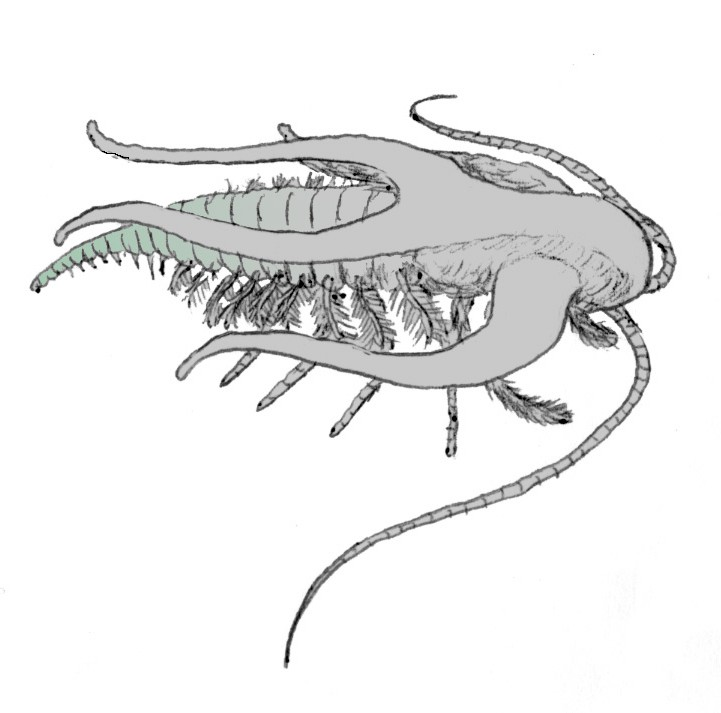
Marrella, загадочный представитель членистоногих фауны сланцев Бёрджес

Согласно одной из гипотез, членистоногие возникли ещё до кембрийского взрыва. Сторонники этой гипотезы считают первыми известными членистоногими представителей эдиакарской биоты Parvancorina и Spriggina, живших около 555 млн лет назад. Уже в раннекембрийских (539—541 млн лет) слоях в Китае обнаружены явные мелкие членистоногие с раковинами примерно как у двустворчатых моллюсков. Самые ранние найденные окаменелости трилобитов датируются ранним кембрием (530 млн лет назад), но большое разнообразие видов и всемирное распространение даже ранних трилобитов приводит к выводу, что они к тому времени существовали уже давно. Повторное исследование окаменелостей фауны сланцев Бёрджес (возрастом около 505 млн лет) выявило много членистоногих, которых невозможно отнести ни к одной из известных групп. Это положило начало новому витку дебатов по поводу кембрийского взрыва. Окаменелость Marrella из той же фауны предоставила исследователям первое ясное свидетельство линьки.
Самая ранняя окаменелость ракообразного датируется кембрием, 513 млн лет назад, а чуть позже, 500 млн лет назад, уже обнаруживаются десятиногие ракообразные, напоминающие креветок. С ордовикского периода и далее ископаемые ракообразные встречаются достаточно часто.
К типу членистоногих относятся самые ранние известные наземные животные. Они датируются поздним силуром, около 419 млн лет назад. Вероятно, животные этого типа оставили и наземные следы возрастом около 450 млн лет. У членистоногих имелось несколько преадаптаций для освоения суши, в том числе суставчатый экзоскелет предоставляющий защиту от иссыхания и силы тяжести, а также способы передвижения, независимые от наличия воды. В то же время гигантские пресноводные ракоскорпионы стали рекордсменами по размеру среди членистоногих, достигая длины в 2,5 м.
Самый древний известный представитель паукообразных, Palaeotarbus jerami, жил около 420 млн лет назад (силурийский период). Attercopus fimbriunguis, живший 386 млн лет назад (девонский период), обладал первыми известными органами для выделения паутиноподобных нитей, но паутинных бородавок у него не было, и поэтому его нельзя причислить к истинным паукам (которые впервые появляются в позднекарбоновых отложениях, 299 млн лет назад). Из юрских и меловых пород известно уже много окаменелостей пауков, включая представителей многих современных семейств. Первые известные скорпионы с лёгочным дыханием датируются началом каменноугольного периода.
Древнейшее известное насекомое, Rhyniognatha hirsti, и одно из двух древнейших известных шестиногих (наряду с Rhyniella praecursor) было обнаружено в райниевом кремне в 1919 году. Окаменелости датируются ранним девонским периодом, около 410 млн лет назад. Rhyniognatha питалась, предположительно, спорофиллами сосудистых растений или же могла быть хищником. Возможно это было одно из первых членистоногих, обладающих крыльями.

## Классификация

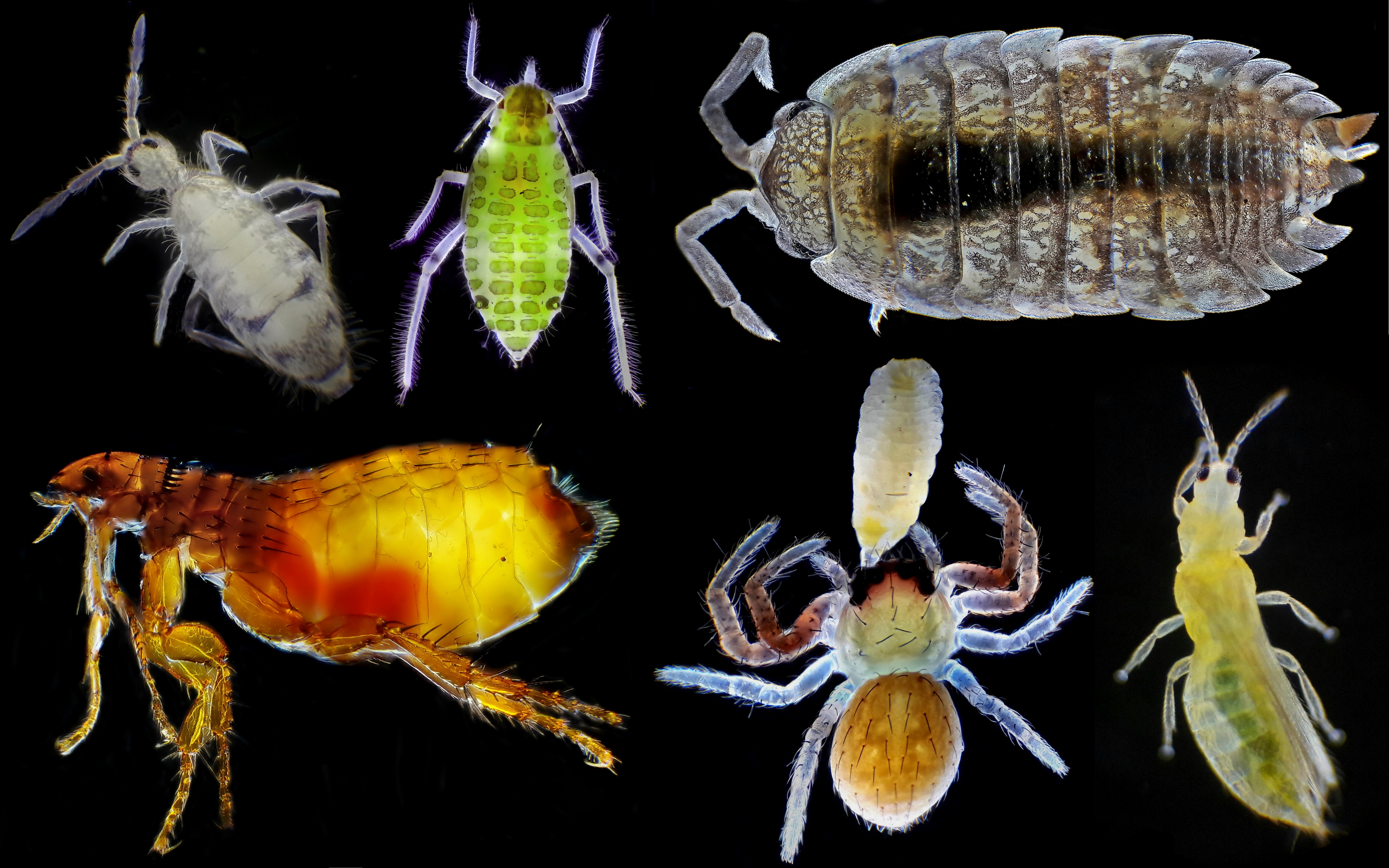
Мелкие членистоногие под микроскопом

Положение группы членистоногих в таксономической иерархии неоднозначно. С одной стороны, некоторые авторы (например Сидни Ментон) предложили версию, что разные подтипы членистоногих независимо произошли от червеподобных предков (другими словами, предполагалась полифилия членистоногих). В частности, эти авторы считали, что подтип трахейные (Uniramia) ближе к онихофорам (Onychophora), чем к остальным членистоногим. Однако большинство учёных не приняло эту точку зрения. Это противоречит и генетическим исследованиям.
По более традиционной версии, кольчатые черви (Annelida) — ближайшие родственники как членистоногих, так и онихофор. Позднее некоторые авторы стали говорить о конвергентной эволюции, считая, что членистоногие ближе к нематодам (имея общие с ними способности к линьке), чем к аннелидам. В любом случае предполагается монофилия членистоногих как типа.
Две вероятные родословные определяют два вышестоящих таксона, к которым можно было бы причислить членистоногих: членистые (Articulata) и линяющие (Ecdysozoa).
Классификация подтаксонов внутри группы членистоногих также неоднозначна. 4 основные группы (ракообразные, хелицеровые, трахейнодышащие и вымершие трилобитообразные) имеют ранг подтипов. Кроме них, есть и ряд ископаемых групп высокого ранга (в большинстве своём из нижнего кембрия), которые трудно отнести к какой-либо подгруппе либо по причине несхожести с известными группами, либо из-за неясности их родственных взаимоотношений.
Многоножек и насекомых часто объединяют в одну группу неполноусых. Некоторые последние исследования[какие?], однако свидетельствуют, что насекомые ближе к ракообразным, чем к многоножкам.
Здесь приведено несколько наиболее известных классификаций, в которых указанные основные группы различным образом объединяются в подтипы (или типы) и надклассы.

### Классификация I
Основана на гипотезе о полифилетическом происхождении членистоногих. В связи с этим, тип членистоногих здесь разбивается на три самостоятельных типа.
Тип Хелицеровые

Тип Ракообразные

Тип Трахейные
Подтип Онихофоры
Подтип Неполноусые

### Классификация II
Основана на гипотезе о монофилетическом происхождении членистоногих. При этом тип членистоногих объединяется с онихофорами и тихоходками в группу Lobopoda.
Подтип Трилобитообразные (Trilobitomorpha — парафилетический таксон)
† Класс Трилобиты (Trilobita)
Подтип Хелицеровые (Chelicerata)
Класс Морские пауки (Pantopoda)
Класс Паукообразные (Arachnida) (пауки, клещи, скорпионы)
Класс Меростомовые (Merostomata) (мечехвосты)
† Класс Эвриптериды (Gigantostraca) (гигантские морские скорпионы)
Подтип Жвалоносные (Mandibulata)
Надкласс Ракообразные (Crustacea)
Класс Ремипедии (Remipedia)
Класс Цефалокариды (Cephalocarida)
Класс Жаброногие (Branchiopoda)
Класс Ракушковые (Ostracoda)
Класс Мистакокариды (Mystacocarida)
Класс Максиллоподы (Maxillopoda)
Класс Карпоеды (Branchiura)
Класс Высшие раки (Malacostraca) (омары, креветки, крабы и др.)
Подтип Неполноусые (Atelocerata) или трахейные
Надкласс Многоножки (Myriapoda)
Класс Симфилы (Symphyla)
Класс Губоногие (Chilopoda)
Класс Двупарноногие (Diplopoda)
Класс Пауроподы (Pauropoda)
Надкласс Насекомые (Insecta)
Класс Скрыточелюстные (Entognatha)
Класс Открыточелюстные (Ectognatha) (бо́льшая часть насекомых)

### Pancrustacea
Длительное время вышеприведённая система была более или менее общепризнанной, но с конца XX века она подвергается интенсивному пересмотру. Так, всё большее подтверждение получает концепция «Pancrustacea», основанная на том, что ракообразные и насекомые (вместе образующие Pancrustacea) — более близкие родственники, чем многоножки и насекомые (объединяемые в других классификациях в группу Atelocerata):

|  | Cirripedia (Усоногие)                                                                                                   |
|  | |
|  | \| \| Remipedia (Ремипедии, слепые ракообразные) \| \| \| \| \| \| Collembola (Коллемболы, или ногохвостки) \| \| \| \| |
|  | |
|  | Remipedia (Ремипедии, слепые ракообразные)                                                                              |
|  | |
|  | Collembola (Коллемболы, или ногохвостки)                                                                                |
|  | |

|  | Remipedia (Ремипедии, слепые ракообразные) |
|  |                                            |
|  | Collembola (Коллемболы, или ногохвостки)   |
|  |                                            |

|  | \| \| Branchiopoda (Жаброногие) \| \| \| \| \| \| Cephalocarida (Цефалокариды) \| \| \| \| \| \| Malacostraca (Высшие раки) \| \| \| \| |
|  | |
|  | Insecta (Насекомые) |
|  | |
|  | Branchiopoda (Жаброногие) |
|  | |
|  | Cephalocarida (Цефалокариды) |
|  | |
|  | Malacostraca (Высшие раки) |
|  | |

|  | Branchiopoda (Жаброногие)    |
|  |                              |
|  | Cephalocarida (Цефалокариды) |
|  |                              |
|  | Malacostraca (Высшие раки)   |
|  |                              |

|  | Cirripedia (Усоногие)                                                                                                   |
|  | |
|  | \| \| Remipedia (Ремипедии, слепые ракообразные) \| \| \| \| \| \| Collembola (Коллемболы, или ногохвостки) \| \| \| \| |
|  | |
|  | Remipedia (Ремипедии, слепые ракообразные)                                                                              |
|  | |
|  | Collembola (Коллемболы, или ногохвостки)                                                                                |
|  | |

|  | Remipedia (Ремипедии, слепые ракообразные) |
|  |                                            |
|  | Collembola (Коллемболы, или ногохвостки)   |
|  |                                            |

|  | \| \| Branchiopoda (Жаброногие) \| \| \| \| \| \| Cephalocarida (Цефалокариды) \| \| \| \| \| \| Malacostraca (Высшие раки) \| \| \| \| |
|  | |
|  | Insecta (Насекомые) |
|  | |
|  | Branchiopoda (Жаброногие) |
|  | |
|  | Cephalocarida (Цефалокариды) |
|  | |
|  | Malacostraca (Высшие раки) |
|  | |

|  | Branchiopoda (Жаброногие)    |
|  |                              |
|  | Cephalocarida (Цефалокариды) |
|  |                              |
|  | Malacostraca (Высшие раки)   |
|  |                              |

|  | Cirripedia (Усоногие)                                                                                                   |
|  | |
|  | \| \| Remipedia (Ремипедии, слепые ракообразные) \| \| \| \| \| \| Collembola (Коллемболы, или ногохвостки) \| \| \| \| |
|  | |
|  | Remipedia (Ремипедии, слепые ракообразные)                                                                              |
|  | |
|  | Collembola (Коллемболы, или ногохвостки)                                                                                |
|  | |

|  | Remipedia (Ремипедии, слепые ракообразные) |
|  |                                            |
|  | Collembola (Коллемболы, или ногохвостки)   |
|  |                                            |

|  | \| \| Branchiopoda (Жаброногие) \| \| \| \| \| \| Cephalocarida (Цефалокариды) \| \| \| \| \| \| Malacostraca (Высшие раки) \| \| \| \| |
|  | |
|  | Insecta (Насекомые) |
|  | |
|  | Branchiopoda (Жаброногие) |
|  | |
|  | Cephalocarida (Цефалокариды) |
|  | |
|  | Malacostraca (Высшие раки) |
|  | |

|  | Branchiopoda (Жаброногие)    |
|  |                              |
|  | Cephalocarida (Цефалокариды) |
|  |                              |
|  | Malacostraca (Высшие раки)   |
|  |                              |

|  | Cirripedia (Усоногие)                                                                                                   |
|  | |
|  | \| \| Remipedia (Ремипедии, слепые ракообразные) \| \| \| \| \| \| Collembola (Коллемболы, или ногохвостки) \| \| \| \| |
|  | |
|  | Remipedia (Ремипедии, слепые ракообразные)                                                                              |
|  | |
|  | Collembola (Коллемболы, или ногохвостки)                                                                                |
|  | |

|  | Remipedia (Ремипедии, слепые ракообразные) |
|  |                                            |
|  | Collembola (Коллемболы, или ногохвостки)   |
|  |                                            |

|  | \| \| Branchiopoda (Жаброногие) \| \| \| \| \| \| Cephalocarida (Цефалокариды) \| \| \| \| \| \| Malacostraca (Высшие раки) \| \| \| \| |
|  | |
|  | Insecta (Насекомые) |
|  | |
|  | Branchiopoda (Жаброногие) |
|  | |
|  | Cephalocarida (Цефалокариды) |
|  | |
|  | Malacostraca (Высшие раки) |
|  | |

|  | Branchiopoda (Жаброногие)    |
|  |                              |
|  | Cephalocarida (Цефалокариды) |
|  |                              |
|  | Malacostraca (Высшие раки)   |
|  |                              |

## Содержание членистоногих
Многие виды пауков, насекомых, ракообразных и многоножек успешно размножаются в неволе.

## Использование человеком
Членистоногих содержат в научных целях для проведения лабораторных исследований и в качестве декоративных домашних животных. Размножение некоторых эффектных видов жуков и бабочек поставлено на коммерческую основу. Многие виды раков и креветок разводят в качестве источника пищи.